# 発するFM
発するFM（はっするエフエム）は、埼玉県入間郡三芳町、富士見市、ふじみ野市、志木市、所沢市の各一部地域を放送区域として超短波放送（FM放送）をする特定地上基幹放送事業者である埼玉県の特定非営利活動法人 安心安全ネットワークきずなが実施するコミュニティ放送の愛称である。

## 概要
免許人は安心安全ネットワークきずなであるが、運営は株式会社 発する21が行っている。
発する21は、創業者上杉真由美が主婦経験から防災・防犯情報を共有するシステムの事業として設立したもので、三芳町内のパチンコ店跡地に貸しホール・スタジオなどを備えた「きずなステーション」を設置している。また、情報発信の一つとして『発するFM情報局 ～発笛（ハッピー）タイム～』という番組を制作し、隣接地域の入間市のエフエム茶笛で放送していた。つまり「発するFM」とはこの番組名の一部であった。地元でもコミュニティ放送の必要を考えた上杉が、免許人とすべく設立した特定非営利活動法人が安心安全ネットワークきずなである。
コミュニティ放送は2017年（平成29年）開始。本社・演奏所はみずほ台スタジオに、送信所は三芳町役場にある。保有する特定地上基幹放送局の呼出名称は「みよしエフエム」。放送エリアは、東入間地域（富士見市、ふじみ野市、三芳町）とその近隣（志木市、所沢市）。
24時間放送を行っており、自社制作以外の時間帯は、ミュージックバードの番組を放送していたが、2019年（平成31年）3月に配信番組の放送をすべて終了した。インターネット配信はJCBAインターネットサイマルラジオによる。

## 本部スタジオ
- MIZUHODAI ANNEX STUDIO - 富士見市西みずほ台2-2-14

## 沿革
- 2005年（平成17年）6月3日 - 株式会社発する21設立[3]。
- 2009年（平成21年）10月4日 -『発するFM情報局 ～発笛タイム～』放送開始[4]。
- 2010年（平成22年）12月9日 - 特定非営利活動法人安心安全ネットワークきずな設立の認証[1]。
- 2016年（平成28年）12月16日 - 特定地上基幹放送局の予備免許取得[5]。
- 2017年（平成29年）
  - 6月29日 - 特定地上基幹放送局の免許取得[6]。
  - 7月1日 - 開局[7]、同時に日本コミュニティ放送協会に加盟[8]。
  - 7月28日 - JCBAインターネットサイマルラジオによる配信開始。
  - 9月24日 - 『発するFM情報局 ～発笛タイム～』放送終了[9]。
  - 11月30日 - 埼玉県警と犯罪情報の提供の協定締結[10][11]。
- 2021年（令和3年）9月22日 - 富士見市の東武東上線みずほ台駅前に「MIZUHODAI ANNEX STUDIO」を設置。その後、法人の本部もみずほ台スタジオに移ったが、三芳町にも事業所が残っている。

## 主な番組
- 発するモーニング（月 - 金） 7:00 - 9:00
- 午後も発する（月 - 水・金） 12:00 - 14:00
- 夕焼け発する（月 - 金） 17:00 - 19:00
- 嶋大輔の俺たちの勲章（火） 21:00 - 21:30 《日曜に再放送》
- 水曜夜の小栗了（水） 22:00 - 22:30